# Cá song sọc ngang đen
Cá song sọc ngang đen, tên khoa học Epinephelus fasciatus, là một loài cá trong họ Serranidae.